# José Miguel Medina (obispo)
José Miguel Medina (Buenos Aires, 31 de enero de 1916 – ibídem, 7 de marzo de 1990) fue un sacerdote católico argentino, obispo auxiliar de Mendoza, obispo de Jujuy y vicario general castrense de las Fuerzas Armadas argentinas.

## Trayectoria

### Presbítero
Hijo de inmigrantes españoles, se formó en el Seminario Metropolitano de Buenos Aires entre 1928 y 1939, año en que fue ordenado presbítero.
Fue vicario cooperador en las Parroquias de Santa Ana, San Antonio, San José de Flores y Monserrat, capellán del Señor de la Buena Esperanza y del Colegio de la Inmaculada asesor de Acción Católica (1953-1962) y rector de la capilla del Carmen (1958-1962). También ejerció como profesor del Instituto Superior de Cultura Religiosa y de la Escuela Nacional del Profesorado y como oficial de la curia de Buenos Aires. En 1962 ingresó en la Orden de Malta como capellán conventual ad honorem.
Desde 1955 fue canónigo de la catedral metropolitana de Buenos Aires y en 1956 fue nombrado canciller secretario del arzobispado por monseñor Laffite y en 1961 vicario general del mismo arzobispado por monseñor Caggiano. Igualmete fue asesor de la Junta Arquidiocesana y censor eclesiástico.

### Obispo

#### Auxiliar de Mendoza
En 1962 fue nombrado por el papa Juan XXIII obispo titular de Termeso y auxiliar de Mendoza donde ejerció hasta su nombramiento como obispo de Jujuy en 1965.
Participó en la sesiones segunda y tercera del Concilio Vaticano Segundo.

#### Diocesano de Jujuy
Fue designado segundo obispo diocesano de Jujuy el 3 de septiembre de 1965 y se hizo cargo de la diócesis el 19 de marzo de 1966.
El primero de mayo de 1968 creó en Jujuy el Instituto Superior de Servicio Social «Populorum progressio», institución inspirada en la encíclica homónima de Pablo VI. Igualmente creó el seminario mayor «Presbítero Pedro Ortiz de Zárate» mediante decreto de 22 de febrero de 1971.

#### Vicario general castrense
Tras la renuncia de monseñor Tórtolo, por designación de Juan Pablo II, el 30 de marzo de 1982 pasó a ser el cuarto vicario general castrense de Argentina, manteniendo el obispado de Jujuy, al que renunció un año más tarde el 7 de julio de 1983. Se convirtió en el primer obispo castrense de Argentina, al instituirse los vicariatos castrenses en ordinariatos por la constitución apostólica «Spirituali Militum Curae».
Fue acusado de colaborar con la dictadura militar (1976-1983) y tildado de ultraconservador por amplios sectores de la sociedad e Iglesia argentinas.

##### Incidente con Raúl Alfonsín
A escasos días de la visita a Argentina de Juan Pablo II, siendo vicario general castrense, durante una misa celebrada el 2 de abril de 1987 en la capilla Stella Maris en memoria de los caídos en la guerra de las Malvinas, pronunció una homilía titulada «No achicar la patria». Al presidente Raúl Alfonsín, presente en el oficio religioso, le molestó el contenido del sermón, especialmente cuando monseñor Medina pronunció las siguientes palabras: «Digamos no y vivamos este no; no al predominio de lo sectorial o al egoísta 'no te metas'; no a la delincuencia, no a la patotería, a la coima, al negociado, a la injusticia; no a la disgregación, a la antisocial emigración, a la decadencia, a la drogadicción, a la destrucción de la identidad nacional». Al finalizar el oficio, en un insólito acto sin precendentes, el presidente Alfonsín habló desde el púlpito pidiendo a los presentes «denuncias concretas», porque «si se ha dicho esto delante del presidente es seguramente porque se conoce algo que el presidente desconoce», y solicitando públicamente que «si alguien de los presentes conoce de alguna coima o de algún negociado, lo diga y lo manifieste correctamente». Acto seguido, Alfonsín abandonó la capilla con semblante enfurecido. Este incidente vino a empeorar las ya difíciles relaciones entre el partido Radical y la Iglesia argentina.

## Final
Siendo obispo emérito de Jujuy, ordinario castrense y delegado para la Pastoral Penitenciaria de la Conferencia Episcopal Argentina, falleció en Buenos Aires el 7 de marzo de 1990.